# Искусство и революция (статья Вагнера)
«Искусство и революция» (нем. «Die Kunst und die Revolution») — статья, написанная немецким композитором Рихардом Вагнером летом 1849 года в Цюрихе. Уже само название говорит о революционном настрое композитора, который, как отмечает А. Ф. Лосев, ему удалось сохранить на всю жизнь. Именно поэтому эстетику этого композитора можно назвать эстетикой революционного пафоса.
В этой работе автор излагает свои идеи относительно роли и положения искусства в современном обществе, а также призывает к истинной революции, которая преобразила бы и искусство, и каждого человека в отдельности.

## События, предшествующие написанию
Статья была опубликована спустя год после публикации «Манифеста Коммунистической партии». Незадолго до этого Вагнеру пришлось бежать из Дрездена, где он принял участие в восстании. Вероятно, композитор начал писать теоретические труды ввиду его неспособности в изгнании ставить свои оперы.
«Искусство и революция» явилась неким ответом композитора на критику буржуазии коммунистической партией. Вагнер был против лишения людей заработка, а также считал изменение искусства, продиктованное идеологией коммунизма, неуместным. Именно поэтому композитор не мог поддержать пролетариат, загоревшийся идеями Манифеста. Курт фон Вестернхаген также обнаруживает в эссе влияние работы П. Ж. Прудона «Что такое собственность?» или «Исследование о принципе права и власти», которую Вагнер прочел в июне 1849 года. Трепетное отношение Вагнера к драматическому искусству, выраженное в рассматриваемой нами работе, можно объяснить, прежде всего, тем, что он увлекся драмой и театром еще будучи ребенком. Как подчеркивает А. Ф. Лосев, «к драме и вообще к театру Вагнер с детства питал какие-то особенные, мистические чувства». Также стоит отметить влияние на Вагнера Фейербаха, Гофмана, Вебера. Но более всего, конечно же, композитора увлекала музыка. В своих записках Вагнер описывал свой опыт следующим образом: 
«Самое настраивание инструментов действовало на меня мистически: звуки скрипичной квинты, когда по ней проводили смычком, казались мне приветом из мира духов — и это отмечаю, между прочим, не в переносном, а в прямом, буквальном смысле. Еще когда я был совсем маленьким ребенком, звук квинты сливался для меня с таинственным миром призраков, который в то время меня волновал». 
Примечательно, что ключевая идея Вагнера («Гезамткунсверк», идея создания идеального искусства) первоначально была выражена Готфридом Земпером, немецким архитектором, с которым композитор был близко знаком. Их объединяли, прежде всего, общие идеи, грезы о искусстве, которое бы преодолело раздробленность и во всех отношениях было бы цельным. В 1849 году идея «Гезамткунстверк» нашла свое развитие уже в работах самого Вагнера.
Как отмечает И. М. Эллен в своем предисловии к «Искусство и революция», «призыв Вагнера остался гласом вопиющего в пустыне». Многие идеи композитора были восприняты как утопичные, хотя во время и сразу после революции 1917 года призыв «Искусства и революции» оказал влияние на пролетарское художественное движение, философию русских символистов, а также на идеи теоретика театра Платона Керженцева.

## Содержание
Свою статью автор начинает с описания событий, повлекших за собой обеднение многих деятелей искусства того времени. По мнению Вагнера, жалоба со стороны художников на ущерб, который принесли им революционные действия 1848—1849 годов, вполне уместна, однако они не в праве смешивать себя с искусством и проявлять тем самым эгоизм. Автор, таким образом, заявляет, что современные деятели искусства живут и творят не ради самого искусства, а ради добывания средств существования, что превращает искусство в индустрию, «развлечение для скучающих». Древнегреческая трагедия была иной. Ее творец являлся истинным жрецом, поскольку своей задачей считал не самовыражение как таковое, а проявление божества. Таким образом, художнику отводился и духовный центр, где через свое произведение он мог пророчествовать, говорить со зрителем, который со своей стороны стремился познать в трагедии свою истинную сущность, «слившуюся с благороднейшими сторонами коллективной души всей нации». Однако с падением Афинского государства искусство уступило философии. Христианская религия в свою очередь только способствовала отречению человека от всякого акта творения. Отныне каждому должно отказаться от потакания человеческой природе и устремиться лишь к сверхчувственному миру. Автор убежден, что при господстве подобных идеалов настоящее искусство невозможно, ведь оно требует чувственности, земной красоты, пробуждающей любовь ко всему живому. По мнению композитора, именно эти ориентиры являются жизненно необходимыми. Идея единения всех видов искусств («Gesamtkunstwerk»), которая по сути своей подобна идеи всеохватывающей любви, сулит рождение цельной драмы, способной преобразить душу человека. Именно универсальное произведение, в котором отдельный вид искусства является лишь средством к достижению общей цели, станет произведением будущего. Оно является истинным потому, что создано не из эгоистических побуждений, которые искажают любое искусство, а из общей потребности людей, из их любви к искусству и ко всему прекрасному. В этой связи Вагнер отмечает важность объединения людей в «содружество художников», которое композитор расширяет до народа. Именно народ является ключевым звеном в становлении искусства будущего. Таким образом, в преображении общества автор видит преображение всего искусства. Такие изменения может сулить только революция, которую Вагнер именует «великой».